# Elezione papale del 1277
Il conclave del 1277 venne convocato a Viterbo, a seguito della morte di papa Giovanni XXI e si concluse con l'elevazione alla Cattedra di Pietro di papa Niccolò III.

## Svolgimento
Quello successivo alla morte di papa Giovanni XXI fu il conclave col minor numero di partecipanti nella storia della Chiesa: solo sette. Il papa defunto non aveva provveduto a compiere alcuna creazione; uno era stato creato da Innocenzo IV, gli altri da Urbano IV. Nonostante l'esiguo numero di cardinali, il Collegio era diviso in due fazioni contrapposte che determinarono un lunghissimo stallo nelle votazioni. Dopo reiterati scontri ed esclusioni, i tre cardinali presbiteri e i quattro cardinali diaconi diedero infine voto unanime a favore del collega di più antica nomina, il cardinale Giovanni Gaetano Orsini, che assunse il nome di Niccolò III. 
La sede vacante era durata quasi sei mesi. Fu consacrato il 19 dicembre e solennemente incoronato il successivo 26 dicembre.

## Lista dei partecipanti

### Presenti in conclave[1]
| Nome                             | Paese            | Titolo | Ruolo                                                                                          | Nascita  | Concistoro |
| -------------------------------- | ---------------- | --- | ---------------------------------------------------------------------------------------------- | -------- | ---------- |
| Bertrand de Saint-Martin, O.S.B. | Regno di Francia | Cardinale vescovo di Sabina-Poggio Mirteto                                                                  | Decano del collegio cardinalizio; Arcivescovo emerito di Arles; Legato pontificio in Lombardia | 1220 ca. | 03/06/1273 |
| Giovanni Gaetano Orsini          | Stato Pontificio | Cardinale diacono di San Nicola in Carcere                                                                  | Cardinale protodiacono; Arciprete della Basilica Vaticana; eletto papa                         | 1216     | 28/05/1244 |
| Guillaume de Bray                | Regno di Francia | Cardinale presbitero di San Marco                                                                           | Camerlengo di Santa Romana Chiesa; Arcidiacono del Capitolo della Cattedrale di Reims          | 1200 ca. | 22/05/1262 |
| Giacomo Savelli                  | Stato Pontificio | Cardinale diacono di Santa Maria in Cosmedin                                                                | Legato pontificio in Sicilia; eletto papa nel 1285 con il nome di Onorio IV                    | 1210     | 17/12/1261 |
| Anchero di Troyes                | Regno di Francia | Cardinale presbitero di Santa Prassede                                                                      | Arcidiacono del capitolo cattedrale di Parigi; Nipote di Urbano IV                             | 1210 ca. | 22/05/1262 |
| Goffredo da Alatri               | Stato Pontificio | Cardinale diacono di San Giorgio in Velabro                                                                 | Rettore della Chiesa di Santo Stefano di Alatri                                                | 1205 ca. | 17/12/1261 |
| Matteo Rubeo Orsini              | Stato Pontificio | Cardinale diacono di Santa Maria in Portico Octaviae e presbitero in commendam di Santa Maria in Trastevere | Governatore delle Province del Patrimonio di San Pietro e delle Marche                         | 1230 ca. | 22/05/1262 |

### Assenti in conclave[2]
| Nome           | Paese            | Titolo                                | Ruolo                                                                        | Nascita | Concistoro |
| -------------- | ---------------- | ------------------------------------- | ---------------------------------------------------------------------------- | ------- | ---------- |
| Simon de Brion | Regno di Francia | Cardinale presbitero di Santa Cecilia | Legato pontificio in Francia; eletto papa con il nome di Martino IV nel 1281 | 1210    | 17/12/1261 |